# Braciszów

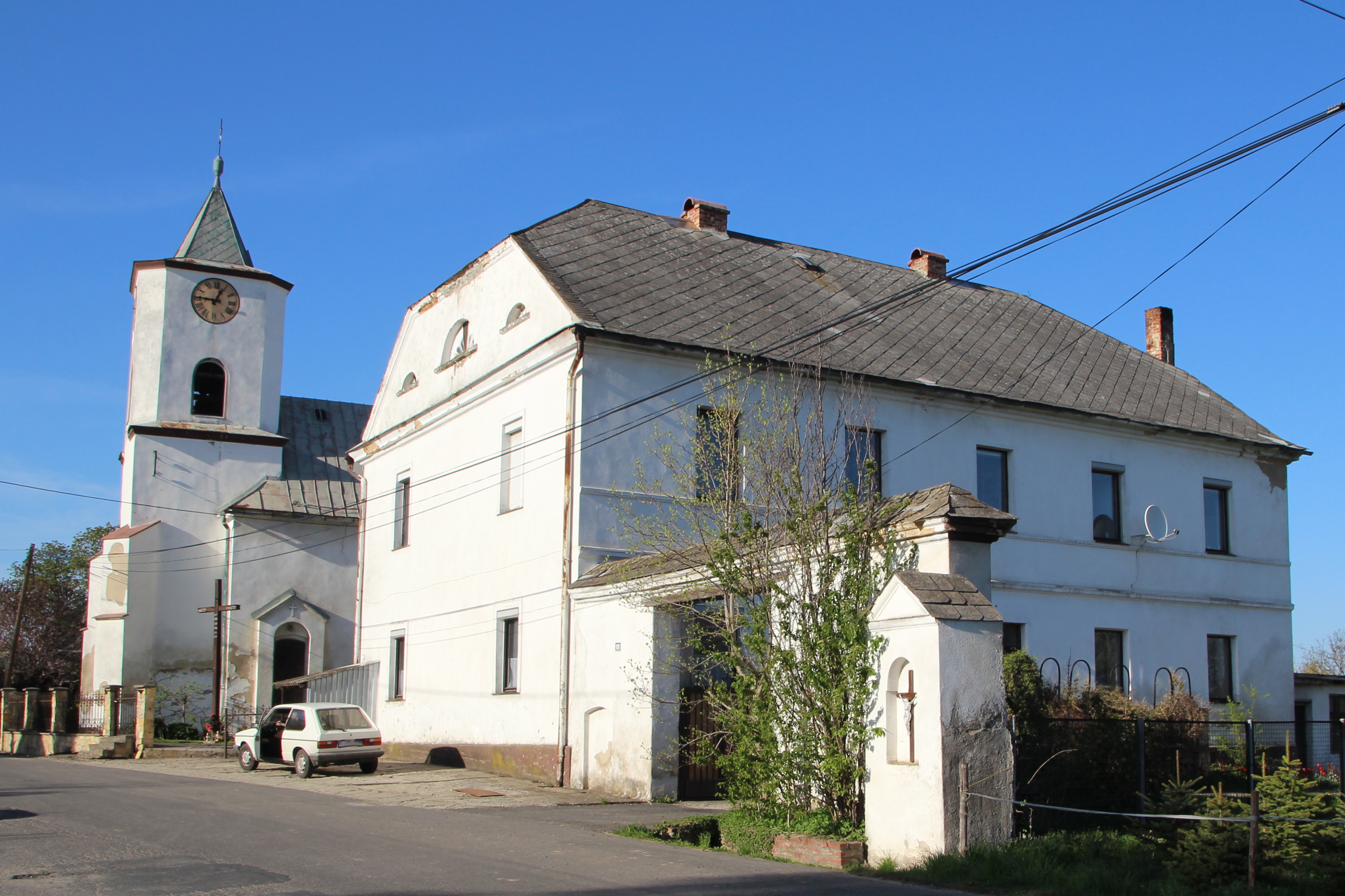
Kostel (2012)

Braciszów (v letech 1945-1952 Braciszkowice, česky Vratišovy, německy Bratsch) je ves v jižním Polsku, v Opolském vojvodství, v okrese Hlubčice, v gmině Hlubčice.

## Příroda
Ves se nachází v přírodním parku (polsky obszar chronionego krajobrazu) Rajón Mokre - Lewice. Severně nad vsi jsou kopce Huhlberg (433 m n. m.; někdy Hulberg nebo též Widnogóra) a G. Janota (360 m n. m.). Z kopce Janota teče jeden z pramenů Troji. Vedle vesnice směrem na Ciermięcice je Park biskupa Antoniho Adamiuka.

## Těžba
Na kopci Huhlberg (433 m n. m.; na českých mapách nesprávně jako "Hulbert") je pískovcový lom firmy Kopalnie Odkrywkowe Surowców Drogowych Spółka Akcyjna w Niemodlinie.

## Historie
Braciszów byl založen ve 13. století poblíž kopce Huhlberg (433 m n. m.). Od nejstarších časů se na Huhlbergu zapalovaly „svatojánské ohně” a do vzduchu byly vyhazovány hořící větve.

## Památky
Kostel svatého Jana Nepomuckého pochází z roku 1779 a byl rozšířen v roce 1863.

## Farnost
V Braciszowě (č. 18) je sídlo římskokatolické venkovské farnosti Svatého Jana Nepomuckého. Do farnosti Svatého Jana Nepomuckého v Braciszowě patří vsi Braciszów, Ciermięcice, Chróstno-Zalesie, Mokre a Pietrowice Głubczyckie.

## Sport
Ve vsi je sportovní hřiště pro plážový fotbal a plážový volejbal.